# R.O.B.

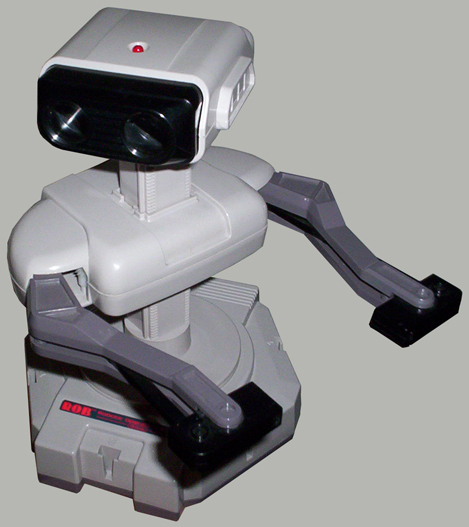
R.O.B. met NES-kleuren

R.O.B. (Robotic Operating Buddy), in Japan uitgebracht als de "Family Computer Robot" (ファミリーコンピュータ ロボット) is een accessoire voor de Nintendo Entertainment System. Het is in juli 1985 uitgebracht in Japan en kwam later naar Noord-Amerika en Europa. Het product kende een korte levensduur met slechts twee spellen, bekend als de "Robot Series": Gyromite en Stack-Up. R.O.B. werd uitgebracht met het idee om de NES als innoverend te bestempelen om zo de Noord-Amerikaanse videospelrecessie van 1983 te boven te komen. R.O.B. was in de VS beschikbaar in de Deluxe Set, een pakket van de NES waar onder andere R.O.B. en Gyromite bijzaten. Stack-Up werd los verkocht en bevatte zijn eigen tastbare spelstukken.

## Besturing
R.O.B. krijgt signalen via optische flitsen op het scherm. Als het scherm oplicht kan de robot zes commando's ontvangen. Net als de NES Zapper functioneert R.O.B. alleen op CRT-televisies.
Beide Robot Series-spellen hebben een testmogelijkheid die flitsen verstuurt waarna R.O.B.s LED oplicht. Gyromite bevat de optie Direct waarmee je kunt leren hoe je R.O.B. gebruikt. Gyromite is een puzzel-platformspel waarin de hoofdpersoon dynamiet moet verzamelen voordat de tijd op is, echter zijn er rode en blauwe pilaren die de weg versperren. R.O.B. kan een gyroscoop plaatsen op een rode of blauwe knop waardoor de pilaar in het spel verplaatst.
Stack-Up komt met vijf vakken, vijf verschillend gekleurde blokken en armen waar de blokken in passen. Ook dit spel heeft de optie Direct, waarin de speler de blokken zo neer zet als op het scherm. Professor Hector, de persoon in het spel, beweegt over knoppen om zo R.O.B. te laten bewegen. In de optie Memory moet de speler een lijst met commando's maken om zo de afgebeelde blokkenopstelling te maken. Nadat de lijst af is loopt R.O.B. door de lijst.

## Specificaties
- Hoogte: 24 cm
- Loopt op 4 AA-batterijen
- Hoofdbeweging: 45° tilt, horizontaal gecentreerd
- Armbeweging: 300° links/rechts (vijf stoppunten), 7 cm op/neer (zes stoppunten), 7 cm tussen de handen
- Vijf accessoirepunten rond de hexagonale basis en inkepingen op de handen voor onderdelen die verschillen per spel.
- Optioneel getint filter voor R.O.B.s ogen om te compenseren voor te heldere tv's.

## Optredens in media en ontvangst
R.O.B. heeft gastoptredens gehad in diverse videospellen, zoals Kirby's Dream Land 3, de WarioWare-reeks, de Star Fox-reeks, de F-Zero-reeks en kan gevonden worden als schat in Pikmin 2. R.O.B is een vrij te spelen karakter in Mario Kart DS, Super Smash Bros. Brawl, Super Smash Bros. voor 3DS en Wii U en Super Smash Bros. Ultimate. In Super Smash Bros. Brawl is hij een van de vijanden in het spel en heeft een leger van R.O.B.s met verschillende wapens.
De Yahoo!-webpagina noemde R.O.B. een van de gekste videospelcontrollers en noemde het onfortuinlijke feit dat er slechts twee spellen waren met R.O.B..